# 汽车发动机
汽车有各种各样的推进系统，傳統汽車的推进系统則是以汽油、柴油、丙烷或天然气为燃料的内燃机，也有以氢气为燃料的燃料电池车和电动汽车（电动机啟動汽車），此外還有混合動力車輛、插電式混合動力車。由于续航里程有限，蓄電池成本高，燃料电池车似乎具有优势。基本上為了汽車續航，人們都會建设一个加油站或充电桩网络。